# Стацона
Стацо̀на (на италиански и на ломбардски: Stazzona) е село и община в Северна Италия, провинция Комо, регион Ломбардия. Разположено е на 540 m надморска височина. Населението на общината е 599 души (към 2017 г.).